# Tadeusz Załęski
Tadeusz Załęski (ur. 28 maja 1921 w Rzechowie Wielkim, zm. 8 maja 2010 w Milewie-Gawarach) – polski nauczyciel, poeta, animator kultury.

## Życiorys
W okresie okupacji członek AK, prowadził tajne nauczanie. Po wojnie ukończył filologię polską w Olsztynie (Wyższa Szkoła Nauczycielska). Organizator i wieloletni dyrektor szkoły w Zielonej. Autor kilkudziesięciu tomików wierszy i prozy. Prezes Stowarzyszenia Miłośników Kultury Krasne przy Gminnym Ośrodku Kultury w Krasnem, patronował 26 klubom literackim, które powoływał na terenie kilku powiatów. Odznaczony Krzyżem Kawalerskim Orderu Odrodzenia Polski, Złotym Krzyżem Zasługi, Medalem Komisji Edukacji Narodowej, Krzyżem Armii Krajowej oraz wieloma innymi nagrodami i dyplomami.
Zmarł po krótkiej chorobie. 10 maja 2010 pochowany został na cmentarzu parafialnym w Krasnem.

## Wybrane publikacje
- Motyle wokół nas, 1988, 1994
- Pod wiatr. Fraszki, 1998
- Cienie zmroku, 1999
- Cisza, 1999
- Czas którego nie było, 1999
- Lustro fantazji, 1999
- "...tęsknię po tobie", 1999
- Ukradzione lata, 1999
- Ciechocińskie blaski i cienie, 2000
- Droga krwi i łez, 2000
- Pejzaże wydarzeń, 2001
- Wieśniacy, 2002
- Dokąd idziesz..., 2002
- Ciechocinek po raz trzeci, 2003
- Miłość nie umiera, 2003
- Dziwne echa, 2004
- Na falach wiatru, 2005
- Przeszłość, 2006
- Śpiewajcie nam ptaki, 2006
- To, co widziałem, 2006
- Na drogach życia, 2006
- Drogi dzieciństwa i młodości, 2007
- Piękny ten świat, 2007
- Wiersze wybrane, 2011 (Wydana pośmiertnie)